# Веселин Михайлов
Веселин Йорданов Михайлов е бивш български футболист, нападател. Роден е на 10 декември 1958 г. в Монтана. Играл е за Монтана (1978 – 1999), Чавдар (Бяла Слатина) (март 1992 – юни 1992), и Първа атомна (1996 – 1997). В А група има 37 мача и 6 гола. Полуфиналист за купата на страната през 1995 г. Финалист за Купата на ПФЛ през 1996 г. Голмайстор на Б група през 1985 г. с 28 гола. Има 1 мач за националния отбор. През 2019 година играе в двубой за Пъстрина 2012 в Монтанската четвърта дивизия, вкарва и гол на достолепната възраст от 61 години.

## Сезони в елита
- Монтана – 1994/95, 23/4
- Монтана – 1995/96, 14/2